# Landgut Arndt-Soltmann
Das Landgut Arndt-Soltmann befindet sich in Bremen, Stadtteil Oberneuland, Rockwinkeler Heerstraße 111. Die Villa entstand 1872 nach Plänen von Bernhard Bolte und 1912 nach Plänen von Hans Haering. Sie steht seit 1973 unter Bremer Denkmalschutz.

## Geschichte
1871 erwarb der Architekt Bernhard Bolte das Grundstück und verkaufte es bereits 1872 weiter an den Häusermakler Johann Christian David Arndt. Das zunächst eingeschossige, verputzte, weiße Herrenhaus entstand bis 1873 im Stil des Spätklassizismus für Arndt nach Entwürfen von Bolte.
Der Park wurde vermutlich nach Plänen von Wilhelm Benque angelegt.
1909 erwarb die Familie Soltmann das Anwesen und veranlasste einen Umbau und die Aufstockung nach Entwürfen von Hans Haering.
Repräsentativ ist der Säulenportikus mit seinen vier glatten Säulen und den korinthischen Kapitellen. Später folgte eine seitliche Garage und die rückwärtige Veranda.
Heute wird das Haus in einem parkähnlichen Garten als Einfamilienhaus genutzt.